# ABC Warriors
Die ABC Warriors sind eine in der britischen Comic-Anthologie 2000 AD erscheinende Serie, deren Autor Pat Mills ist, und welche 1979 in der Ausgabe 119 das erste Mal erschienen ist. Während ihrer langen Karriere wurden die ABC Warriors von verschiedenen Comiczeichnern in Szene gesetzt, darunter waren anfangs Kevin O’Neill, Mike McMahon, Brett Ewins und Brendan McCarthy, welcher die ursprünglichen sieben Mitglieder der ABC Warriors entwarf. Weitere Künstler der späteren Ära des Comics sind etwa Bryan Talbot, Simon Bisley, SMS, Kevin Walker, Henry Flint und Clint Langley.

## Handlung
Die Geschichte der ABC Warriors in 2000 AD beginnt damit, dass der Roboter und Kriegsveteran Hammerstein ein Denkmal für die Gefallenen des volganischen Krieges besucht und dabei darauf zurückblickt, wie die sieben Roboter zusammengekommen sind. Die ABC Warriors sind Roboter, die dazu erschaffen wurden, ABC-Waffen zu widerstehen und als Soldaten gegen die Volganer zu kämpfen, eine der Sowjetunion ähnelnde, feindliche Macht im Osten. Wegen ihrer unterschiedlichen Talente werden sie vom geheimnisvollen Colonel Lash dazu auserwählt, den Mars zu befrieden, da dort Gewalt und Chaos herrschen. Später erscheinen die ABC Warriors auch in der ebenfalls in 2000 AD laufenden Serie Nemesis the Warlock und helfen diesem im Kampf gegen Torquemada und seine Terminatoren, wobei Hammerstein in „The Gothic Empire“ erst als Hinterlassenschaft einer vergangenen Ära, an der Seite des Imperiums von Termight kämpft und dann die Seiten wechselt. Weitere Abenteuer finden z. B. während Deadlocks vorübergehender Führung statt, handeln von dessen Philosophie oder Religion des „Khaos“ und dem Versuch, die restlichen Warriors zu bekehren. Spätere Geschichten, wieder mit Hammerstein in der Führungsrolle, widmen sich dem Abenteuer im Black Hole Bypass, dem Kampf gegen die Mekaniks, einem Bürgerkrieg auf dem zuvor befriedeten Mars und dem Kampf gegen die Shadow Warriors.

## Charaktere
Die Zusammensetzung der Gruppe hat sich mit der Zeit den Umständen entsprechend geändert, zumeist weil Mek-Quake, oder Blackblood abtrünnig wurden, oder weil man weitere Mitglieder kurzzeitig aufgenommen hat.

### Hammerstein
Hammerstein war der erste erfolgreiche Kriegsroboter, der jemals gebaut wurde, und hat von seinen Schöpfern Emotionen und ein Gewissen erhalten. Hammerstein verhält sich wegen dieser Attribute zumeist moralischer und ehrenhafter als viele Menschen und stellt gewisse Kriegshandlungen in Frage, wie etwa den Kampf gegen die weit unterlegenen Truppen des Gothic Empire, den er als „Schlachten“ ansieht. Er fällt Colonel Lash dadurch auf, dass er seinen unfähigen menschlichen Offizier durch eine Schmerzrückkopplung mit einem sterbenden Robotersoldaten tötet. Hammerstein ist über lange Strecken der Anführer der ABC Warriors und hat anstelle der rechten Hand einen riesigen Hammer, durch welchen er den Namen Hammerstein erhalten hat. Hammerstein ist der Erste seiner Art, aber im volganischen Krieg wurden zahlreiche weitere Hammersteins gebaut, und in den Kampf geschickt. In den volganischen Rüstungsfabriken wurden gefangene Hammersteins dazu verwendet die Freund-Feind-Erkennung von AK47's zu testen.

### Deadlock
Deadlock ist Mitglied des Roboter-Ordens der Knights Martial, welcher auf einer Raumstation (The Watch Tower) im Erdorbit residiert, und der Khaos-Religion anhängt, dazu erschaffen um volganische Kriegsverbrecher zu bestrafen. In jüngeren Bearbeitungen des fiktiven Konflikts zwischen den Volganern und der USA wird gezeigt, dass die Knights Martial auch Kriegsverbrecher der USA bestrafen, dies aber heimlich tun. Deadlock ist ein mächtiger Zauberer, der nahezu unverwundbar ist, Dämonen beschwören und Seelen rauben kann. Für einige Zeit übernimmt er die Führung über die ABC Warriors, gerät später aber in Konflikt mit Hammerstein, den er sogar im Namen des Khaos verrät. Deadlock vereint sich kurzzeitig mit Nemesis, ein Ereignis das am Ende zu beider Tod und Wiedergeburt führt. Auf dem Planeten Hekate überredet Deadlock die Warriors dazu, der Göttin Hekate ein Opfer darzubringen, welches aus sieben Köpfen von Personen besteht, die die Ordnung versinnbildlichen und Khaos im Universum verbreiten sollen. Am Ende gehört der Schädel des einst mächtigsten Kaisers von Terra, Zallin, zur Sammlung und die Warriors weigern sich Deadlocks Befehlen zu folgen, was dieser befriedigt als deren Akzeptanz der durch das Khaos versinnbildlichten Anarchie versteht.

### Joe Pineapples
Joe Pineapples ist der Scharfschütze der Warriors und wurde als Attentäterroboter erschaffen. Er war Mitglied der Elitetruppe der X-Terminators welche er, nach einem Zwischenfall mit der Frau eines Offiziers, verlassen musste. Joe ist von sich selbst besessen und zeigt sich oft in Frauenkleidern. Seine lange Feindschaft mit General Blackblood wurde dadurch begründet, dass er diesen niedergeschossen hat, um seine Konversion zu den ABC Warriors zu ermöglichen. Joe hat nach dem volganischen Krieg für diverse Polizeibehörden gearbeitet, darunter auch als Ermittler auf der Roboterwelt Mekka.

### Blackblood
General Blackblood, der diesen Namen trägt, da er das Öl seiner Feinde zu trinken pflegt, war anfangs ein volganischer Kampfroboter, der wegen seiner strategischen Leistungen und seiner Grausamkeit bekannt wurde. Blackblood wurde mit dem Ziel gebaut, einen Roboter zu erschaffen, der zu Verrat fähig war. Sein Erfinder Dr. Zakaroff war erfolgreich, mehr noch als er sich dies erhofft hatte, denn Blackblood wendete sich gegen ihn. Die leere Augenhöhle in Blackbloods Schädel, aus der ihm Zakaroff im Todeskampf das Auge herausgeschossen hat, ließ Blackblood in diesem Zustand, um sich an seinen größten Verrat zu erinnern. Wegen seiner Fähigkeiten im Guerillakrieg, und General der Strawdogs wurde er von Colonel Lash als „Rekrut“ angefordert und durch Joe Pineapples zur Strecke gebracht. Nach einem Eingriff in sein Gehirn wurden die schlimmsten Macken beseitigt und er konnte den ABC Warriors beitreten. Die beigebrachte Schmach hat Blackblood Joe Pineapples aber nie vergeben und hasst diesen mehr als die restlichen Warriors. Blackblood ist ein Anhänger der Kirche des Judas, die den Verrat predigt und trägt als äußeres Zeichen einen Anhänger in Form eines Galgens um den Hals. Blackbloods Kopf ist vom Aussehen irgendwo zwischen dem einer Schlange, und einem Totenschädel angesiedelt, die Farbe seines Körpers ist schwarz, oder dunkelgrün, oft wird er mit weißen Epauletten dargestellt, sein rechtes Bein unter dem Knie hat er im Kampf verloren und gegen den Meißel eines Presslufthammers ersetzt. Erwähnenswert ist, dass Blackblood als einziger der ABC-Warriors für kurze Zeit mit einem weiblichen Roboter verheiratet war.

### Mek-Quake
Er war einst ein Abbruchroboter mit dem Körper eines Bulldozers und kämpfte Jahre später für das Imperium von Termight. Da Mek-Quake nicht nur unglaublich dumm und feige ist, sondern es liebt Dinge und Lebewesen zu zerstören, was durch einen kompletten Mangel an Empathie ermöglicht wird, macht er vieles für seine Verbündeten nur schlimmer. Nemesis sprach sich für seine Aufnahme in das Team auf, da er Potenzial in den physischen Vorzügen wie Kraft und Panzerung sah. Mek-Quake ist bei den anderen Warriors nicht sehr beliebt, weil er keine Loyalität kennt und dazu neigt, die Körper besiegter Gegner für sich selbst zu verwenden. Seine extreme Dummheit verbessert das Verhältnis auch nicht. Die Konstante in Mek-Quakes Erscheinungsbild (Ausnahme ist sein Kampf für Termight, bei welchem er einen katzenartigen Körper zu nutzen scheint) ist sein flacher, schachtelartiger Kopf mit zwei böse blickenden Augen, welcher von hydraulischen Zylindern bewegt wird. Dank seiner ungeheueren Dummheit war Mek-Quake oft (etwa im Kampf gegen Medusa) in der Lage Waffen zu überwinden die intelligente Wesen aufgehalten hätten. Zum gegenwärtigen Handlungszeitpunkt hat Mek-Quake die ABC Warriors verraten, sich den Truppen der volganischen Roboter unter dem Befehl von Volkhan und Blackblood angeschlossen und sich dann bei deren Niederlage dazu entschieden, erneut die Seiten zu wechseln und sich der siegreichen Marskonföderation anzuschließen. Mek-Quake's catchphrase, also sein Slogan, oder Kampfruf lautet „Big jobs“.

### Steelhorn/The Mess
Steelhorn, eine Maschine mit einem Gehirn aus Kristall und aus unzerstörbaren Legierungen gemacht, wurde einst als Kriegsheld im Kampf gegen die Volganer angesehen, bis dann der Krieg durch ihn selbst endete und Steelhorn demobilisiert werden sollte. Der Roboter wünschte sich nach den Jahren der Gewalt eine Tätigkeit als Feuerwehrmann, jedoch wurde er als zu gefährlich angesehen und eingeschmolzen. Steelhorn überlebte als The Mess, eine mit Hass für die Menschen erfüllte metallische Flüssigkeit. Hammerstein konnte ihn schließlich in einem Glasbehälter festsetzen und zum Mars mitnehmen. Nachdem The Mess vom Marsbewusstsein Medusa entdeckt wurde, welches seinen Hass teilte, erhielt er einen neuen Körper von diesem.

### Mongrol
Mongrol war während des Krieges ein Fallschirmspringer, der bei einem Absprung auf das Territorium der Volganer fast vollständig zerstört wurde. Das Mädchen Lara rettete seinen Kopf und baute ihm einen neuen Körper, welcher dem eines Gorillas ähnelt. Lara wurde aber entdeckt und hingerichtet, Mongrol folterte man bis dessen Körper ansprang und er in der Lage war seine Feinde zu besiegen. Mongrol glaubt daran, Lara im Leben nach dem Tod wiederzusehen und trug deshalb seinen sterbenden Gegnern auf ihr Nachrichten zu überbringen. Mongrol wurde nach einem Zweikampf von Hammerstein bei den Warriors aufgenommen und zum Mars mitgenommen. Mongrols Name ist eine Anspielung auf „Mongrel“, was Mischling, Mischlingshund oder Hybrid bedeutet, und auf seinen Körper, eine Ansammlung aus verschiedensten Teilen, anspielt.

### Ro-Jaws
Ein Reinigungsroboter, der nach einem unverdienten Gefängnisaufenthalt eine zynische und respektlose Lebenseinstellung entwickelt hat. Er macht Hammersteins Bekanntschaft, als beide sich als Ware in einem Roboterladen wiederfinden und hilft diesem Jahrhunderte später, als er ihn mit der Hilfe von Nemesis vor der Exekution durch das Imperium von Termight rettet. Ro-Jaws hat einen eckigen Kopf mit spitzen Zähnen zur Abfallentsorgung und sein rechter Arm ist eine Kehrschaufel, mit der er allerlei Dreck aufsammelt. Nach Deadlock ist Ro-Jaws besser in der Lage, das Chaos zu verstehen als er selbst.

### Morrigun
Morrigun war eine Kellnerin auf dem Planeten Hekate und schloss sich den Warriors nach deren Ankunft an. Auf Hekate besorgte sie einen der Schädel für das Khaos-Ritual und begleitete die Warriors als Mitglied auf deren Missionen. Morrigun ist vom Aussehen her einer Frau nachempfunden, hat Haare die Dreadlocks ähneln, und ist eine Meisterin der Kampfkunst Nekrachi. Beim Kampf gegen das Marsmilitär, und bei der Verteidigung der eingeborenen Trimorphs, wird sie von einem Panzer überrollt und zerstört. Die ABC-Warriors errichten für Morrigun einen Grabstein mit der Inschrift:„Morrigun a princess of mars“ dt.: „Morrigun, eine Prinzessin vom Mars“.

### Zippo
Eine Zippo-Einheit d. h. ein Roboter mit einem eingebauten Flammenwerfer, der einen Kopf in Form eines Zippo-Feuerzeugs hat.
Die ABC-Warriors befreien ihn aus den Fängen der Marspolizei, nachdem er wegen des Sprühens umstürzlerischer Graffiti verhaftet wurde.
Zippo hat zur Zeit des volganischen Krieges an den Waffen und Körpern der ABC-Warriors Sinnsprüche angebracht (z. B.„Been to hell, lived to tell.“) wie das zur Zeit des Vietnamkrieges von US-Soldaten auf Zippo-Feuerzeugen getan wurde.
Zippo trat den Warriors bei und ersetzt, nach dessen Verrat, General Blackblood und Mek-Quake.

### Volkhan
Ein sadistischer Roboter der von den Volganern erschaffen wurde um den Krieg effizient, und schnell zu Ende zu bringen. Er war einst der Vorgesetzte von Blackblood und hasst wie dieser die ABC-Warriors, welche ihm bereits mehrmals Ärger bereitet haben. Joe Pineapples hat erfolglos versucht ein Attentat auf Volkhan zu verüben, und Deadlock hat ihm die Möglichkeit genommen sich „fortzupflanzen“. Jahrhunderte nach der Niederlage der Volganer verschlägt es Volkhan auf den Mars, wo er in einer Irrenanstalt landet, welche Roboter behandelt, und ihm aus Gründen der Sicherheit seine Gliedmaßen abnimmt, und den Sprachprozessor abtrennt, um zu verhindern, dass er Macht über den Geist anderer Roboter gewinnt. Da Mek-Quake ebenfalls in die Irrenanstalt eingewiesen wird, und wegen seiner kaum nennenswerten geistigen Kapazitäten Volkhan's Zelle reinigen darf, verhilft er ihm durch Blackbloods Intrigen zur Flucht. Wieder in Freiheit schart Volkhan die volganischen Roboter um sich und beginnt einen Krieg welchem sich auch Blackblood anschließt. Volkhan wird als riesiger Roboter innerhalb kommunistischer Bildsymbolik dargestellt (so schwingt er etwa Hammer und Sichel als Waffen), sein Kopf ist ein Totenschädel mit gewaltigem Kinn, rotleuchtenden Augen, und einem Zwiebelturm als Helm.

### Weitere Volganische Einheiten
- Kosaks, Kampfroboter in Form von Motorrädern
- Stalins, 50 m große Kampfroboter die dem sowjetischen Diktator Stalin nachempfunden sind
- AK47-49, Humanoide Kampfroboter die nach der AK-47 benannt wurden.

### Medusa
Das Bewusstsein des Planeten Mars, welches seit Äonen geruht hat, aber durch die Aktivitäten der Menschen erwacht ist, und nun wieder seinen Frieden haben möchte.
Es sendet den Meschen, und den ABC-Warriors Zombies und ähnliche Monster entgegen, sogar die dreibeinigen Maschinen aus H.G. Wells „Krieg der Welten“, um damit seine Botschaft zu übermitteln, und die marsianischen Eingeborenen zu beschützen. Da Steelhorn von Medusa wiederbelebt wurde, und nun in ihrem Auftrag handelt, kann am Ende doch ein Friede zustande kommen.

### Kaiser Zalinn
Er war einst der Kaiser und Begründer des terranischen Imperiums, er wurde nach seinem Tod auf seinem Grabschiff im Blackhole-Bypass zur letzten Ruhe gebetet, und von hochentwickelten Robotern bewacht. Die ABC-Warriors stehlen schließlich das Grabschiff und landen damit auf Hekate wo Zalinn durch die Mächte des Planeten zu neuem Leben erwacht, das Kommando über seine Armeen übernimmt und die Monde von Hekate zu zerstören droht, was von den Night-Maras verhindert wird. Zalinn wird schließlich das Letzte Opfer für Hekate als ihn Hammerstein enthauptet.

### Imperial Rottweilers
Die Imperial Rottweilers sind eine Eliteeinheit des terranischen Imperiums. Sie tragen eine schwere Rüstung mit einem Helm in Form eines, stilisierten, vergoldeten Rottweilerkopfes. Nachdem Kaiser Zalinn auf Hekate wiedererweckt wird, übernimmt er das Kommando über die Rottweilers, die überlegene Technologie wie Deuteriumwaffen, gegen die ABC-Warriors zum Einsatz bringen, allerdings gegen die Night-Maras unterliegen.

### Mekaniks
Die Mekaniks sind hochentwickelte Roboter auf welche die Warriors treffen als sie in das Schwarze Loch eindringen, um die Erde zu retten. Die Mekaniks sind nur für den Zweck gebaut worden, die Letzte Ruhe von Kaiser Zalinn zu garantieren. Sie bewachen den Black-Hole-Bypass und das Grabschiff des Kaisers, wobei sie dieses selbst aber nicht betreten, da sich im inneren der am weitesten entwickelte Kampfroboter befindet der je gebaut wurde, allerdings ist dieser massiven Sparmaßnahmen zum Opfer gefallen und nurmehr damit beschäftigt, den Boden zu kehren und abzustauben.

### Terminatoren
Da die ABC-Warriors auch oft die Feinde von Nemesis bekämpfen, sind die Terminatoren, angeführt von Torquemada, auch ihre Gegner.
Religiöse Fanatiker mit stählernen Masken die der Kopfbedeckung des Ku-Klux-Klan, Schädeln und dämonischen Fratzen gleichen, und deren Ziel es ist jedes außerirdische Leben zu vernichten.

## Sonstiges
- In der Verfilmung von Judge Dredd aus dem Jahre 1995, in welcher Judge Dredd von Sylvester Stallone dargestellt wird, kommt ein Hammerstein-Roboter vor welcher vom Antagonisten Rico dazu verwendet wird seine Pläne umzusetzen.